# NHK浦河ラジオ中継局
NHK浦河ラジオ中継局（エヌエイチケイうらかわラジオちゅうけいきょく）は、NHK室蘭放送局のAMラジオ放送中継局である。

## 概要
当中継局は日高振興局東部の浦河町にあり、新ひだか町からえりも町にかけての地域に電波を発射している。周波数は協定の小電力局専用チャンネルが割り当てられている。
なお、民放二社（HBCラジオ・STVラジオ）は当地に中継局を設置していない。

## 所在地
- 北海道浦河郡浦河町栄丘西通

## 中継局概要
| 周波数（kHz） | 放送局名   | 空中線電力 | 放送対象地域 | 放送区域内世帯数 |
| ------------- | ---------- | ---------- | ------------ | ---------------- |
| 1341          | NHK室蘭第1 | 100W       | 胆振・日高   | 不明             |
| 1602          | NHK室蘭第2 | 100W       | 全国         | 不明             |

- 2016年度（平成28年）にラジオ第1、第2の放送機を更新。信頼性向上で2台化[3]